# Pernod Ricard
Pernod Ricard è una multinazionale francese specializzata nella fabbricazione e la distribuzione di vini ed alcolici. Ha 350 marchi: i principali sono nello champagne Mumm e Perrier Jouet, nel cognac Martell, nel whisky Jameson, Chivas Regal, Ballantine's, nella vodka Absolut, negli amari Amaro Ramazzotti.
È quotata dal marzo 2017 alla Borsa di Parigi nell'indice CAC 40.

## Storia
Il gruppo Pernod Ricard nasce nel dicembre 1975 dalla fusione di due società francesi, Pernod (creata nel 1805 e con sede a Créteil) e Ricard (fondata nel 1932 e con sede a Marsiglia), due marchi famosi di aperitivi all'anice. Il gruppo ha una forte crescita in cui la tappa più significativa è l'acquisizione nel 2001 della produzione di vino e alcolici del gruppo canadese Seagram, messo in vendita da parte di Vivendi Universal a seguito della fusione tra Vivendi e Seagram nel 2000. Nel 2003 il fatturato tocca i 3,4 miliardi di euro diventando il terzo gruppo al mondo nel settore degli alcolici.
Nel 2005 Pernod Ricard rileva insieme al suo alleato statunitense Fortune Brands il numero due del settore, il concorrente britannico Allied Domecq, un conglomerato poco dinamico sorto nel 1994 da fusioni multiple, ma che detiene marchi importanti come la tequila Sauza, il rum Malibu, Canadian Club, il cognac Martell, Kahlua, e whisky come Ballantine's, Aberlour, Long John e Chivas Regal. Quest'acquisizione fa di Pernod Ricard il secondo gruppo mondiale di vini ed alcolici (dopo Diageo), con un fatturato di 5,6 miliardi di euro.
Nel marzo 2008 Pernod Ricard acquisisce per 5,626 miliardi di euro il gruppo svedese Vin & Sprit, che possiede tra gli altri marchi la vodka Absolut Vodka. Quell'anno i ricavi di Pernod Ricard ammontano a 6,5 miliardi di euro, con un utile netto di 840 milioni e poco più di 12.000 dipendenti. E diventa il numero uno nel settore degli alcolici in Europa, Giappone, Messico, Brasile, Cina e Russia.
Nell'aprile 2014 il gruppo francese rileva la società americana specializzata nel vino Kenwood Vineyards. Quattro mesi più tardi, nell'agosto 2014 Pernod Ricard avvia una ristrutturazione del gruppo in seguito ai risultati inferiori registrati con la crisi mondiale che inizia nel 2008. Durante questa ristrutturazione, le attività situate a Créteil vengono trasferite a Marsiglia.
Nel marzo 2016 la società acquisisce una partecipazione di maggioranza in Monkey 47, il produttore tedesco di gin. In dicembre annuncia invece la vendita dei vini Domecq e dei marchi messicani del brandy Don Pedro, Presidente e Azteca de Oro e dell'unità di produzione vinicola messicana di Ensenada.

## Situazione attuale

### Lo scontro con Elliott
Nel dicembre 2018 il fondo attivista americano Elliott di Paul Singer annuncia di avere acquisito una partecipazione di oltre il 2,5% del capitale di Pernod Ricard con un investimento di 930 milioni di euro e di voler presentare proposte per migliorare la performance operativa e la governance del gruppo. All'inizio del 2019 la famiglia Ricard risponde comprando azioni del gruppo per 200 milioni di euro e creando la funzione di "amministratrice referente" affidata a Patricia Barbizet, nome noto nel mondo degli affari francese, entrata nel cda del gruppo nel novembre 2018.

## Settori e marchi di Pernod Ricard
| Anised            | Pastis 51, Ricard, Sambuca Ramazzotti                                                             |
| Aperitivi         | Italicus, Dubonnet                                                                                |
| Bourbon           | Rabbit Hole                                                                                       |
| Champagne         | Mumm, Perrier-Jouët                                                                               |
| Cognac & Brandy   | Ararat, Martell                                                                                   |
| Gin               | Beefeater, Monkey 47, Malfy, Plymouth, Ki No Bi                                                   |
| Liquori e Amari   | Amaro Ramazzotti, Kahlùa, Lillet                                                                  |
| Rum               | Havana Club, Malibu                                                                               |
| Scotch Whisky     | Ballantine's, Chivas Regal, Clan Campbell, Imperial, Passport Scotch, Royal Salute, The Glenlivet |
| Tequila           | Avión, Olmeca                                                                                     |
| Vino              | Brancott Estate, Campo Viejo, Jacob's Creek, Kenwood                                              |
| Vodka             | Absolut, Wyborowa                                                                                 |
| Whisky Canadesi   | J.P. Wiser's                                                                                      |
| Whisky Indiani    | 100 Pipers, Blender's Pride, Imperial, Royal Stag                                                 |
| Whiskey Irlandesi | Irish Distillers (Jameson, Midleton, Powers, Redbreast)                                           |

## Azionariato
A febbraio 2025, le azioni di Pernod Ricard erano detenute prevalentemente da:
- Famiglia Ricard: 14.27%
- Groupe Bruxelles Lambert SA (Investment Company): 6.82%
- Wellington Management Co. LLP: 4.92%
- Caisse Des Dépôts & Consignations (Investment Management): 2.53%
- Invesco Advisers, Inc.: 2.42%
- Gardner Russo & Quinn LLC: 1.20%
- Rafaël González-Gallarza Morales: 0.59%
- Threadneedle Asset Management Ltd.: 0.52%
- Amundi Asset Management SA (Investment Management): 0.29%
- OFI Invest Asset Management SA: 0.26%